# روبرتو رويز أسبرتسا
روبرتو رويز أسبرتسا (16 يناير 1965 في المكسيك - ) (بالإسبانية: Roberto Ruiz Esparza)‏ هو سياسي ولاعب كرة قدم مكسيكي في مركز قلب الدفاع. شارك مع منتخب المكسيك لكرة القدم. أما مع النوادي، فقد لعب مع تايجرز أونال ونادي بويبلا ونادي نيكاكسا وتيبورونيس روخوس دي فيراكروز ونادي سيلايا وAtlético Celaya ‏.

## مسيرته الكروية
لعب روبرتو رويز أسبرتسا خلال مسيرته الاحترافية مع 5 أندية في تسعة عشر موسمًا وسجل خلالها 21 هدفًا ضمن 454 مباراة. حيث فاز في ثلاثة مواسم بالكأس وفي موسم واحد بالدوري.
خاض روبرتو رويز أسبرتسا مسيرته مع نادي بويبلا في موسم 1983–84 في المرة الأولى ليلعب معه ستة مواسم ثم في موسم 1993–94 ليلعب معه أربعة مواسم ثم في موسم 1998–99 واستمر معه طيلة ثلاثة مواسم، مشاركًا طوالها في 330 مباراة سجل خلالها 15 هدفًا. ثم انتقل إلى نادي تيبورونيس روخوس دي فيراكروز في موسم 1992–93 لمدة موسم واحد، حيث شارك في 17 مباراة ولم يسجل أي هدف. لينتقل بعدها إلى نادي تايجرز أونال في موسم 1994–95 ولمدة موسمين، مشاركًا في 39 مباراة سجل خلالها هدفين. ثم انتقل إلى نادي نيكاكسا في موسم 1996–97 لمدة موسم واحد، مشاركًا في 25 مباراة ولم يسجل أي هدف. هذا وانتقل لاحقًا إلى Atlético Celaya ‏ في موسم 1997–98 ولمدة موسمين، مشاركًا في 43 مباراة سجل خلالها 4 أهداف.

## وصلات خارجية
- روبرتو رويز أسبرتسا على موقع قاعدة بيانات كرة القدم.إي يو (الإنجليزية)
- روبرتو رويز أسبرتسا على موقع ناشيونال فوتبول تيمز (الإنجليزية)
- روبرتو رويز أسبرتسا على موقع عالم كرة القدم.نت (الإنجليزية)